# The Search (album)
The Search in het derde solo muziekalbum van de basgitarist David Paton. Ook al zijn we jaren verder; de constructie, instrumentatie en klank van de liedjes blijft gelijk aan die van Pilot en de The Alan Parsons Project. Paton speelt dit album in zijn eentje in.

## Composities
1. No ties, no strings;
2. We are in love
3. The search
4. Too many ways
5. Lost in love
6. I wonder
7. Me I'm OK
8. Smokin' drinkin'
9. Investigate
10. Stop and let it go
11. Halfway there
12. Time to talk